# OS X Mountain Lion
OS X Mountain Lion（オーエス テン マウンテンライオン）は、Appleが開発したOS Xの9番目のバージョンである。バージョンナンバーは10.8。Mac OS X Lionの後継バージョンとして、2012年7月25日に発売された。OS本体の最終セキュリティアップデートは、2015年8月13日にリリースされたセキュリティアップデート 2015-006である。

## 概要
2012年2月16日にAppleのサイトで開発が発表されいくつかの新機能が紹介された。同日、開発者（Macデベロッパープログラム登録者）へデベロッパープレビュー版も配布され、一般向けには夏にリリースと発表された。前OSのLion開発発表からは約1年で発表されたこととなる。サイト上の掲載写真によるとGUIもLionからそのまま引き継がれている。また、iOSに由来するアプリや新機能追加に焦点が当てられている。
本バージョン以降のOS Xでは、起動から全て64ビットモードが必要となったため、32ビットプロセッサ搭載機と64ビットプロセッサ搭載機でもファームウェアから32ビットモードで起動する機種では使用できなくなった。

## 対応環境/システム条件
- iMac（Mid 2007 以降）
- MacBook（Late 2008 Aluminum、またはEarly 2009以降）
- MacBook Pro（Mid/Late 2007以降）
- MacBook Air（Late 2008以降）
- Mac mini（Early 2009以降）
- Mac Pro（Early 2008以降）
- Xserve（Early 2009）

インストール先のMacは以下の条件を満たしている必要がある。
- Mac OS X v10.6.8またはMac OS X Lionがすでにインストールされている
- 2 GB 以上のメモリが搭載されている
- 8 GB 以上の空き容量がある

## 特徴
OS X Mountain Lionでは、Mac OS X Lionで追加されなかったiOSアプリケーションや、iOS 5で追加されたアプリケーション・新機能が中心に搭載されている。

### 追加されたアプリケーション
iOS 4以降で追加されたアプリケーションが数々追加されている。また、カレンダアプリケーションの「iCal」や「アドレスブック」といったアプリの名称もiOSと同じように「カレンダー」や「連絡先」に変更された。
メッセージ
iOS 5の新機能「iMessage」をMacで利用するためのアプリケーション。
- これまでのSMSアプリケーション「iChat」の機能は統合され、メッセージに代わる。
  - iChatでサポートされていたYahoo!メッセンジャーやGoogle トークなども引き続きサポートされる。

- iPhone、iPad、iPod touch間で直接送信可能であり、高品質の写真やビデオも送信することができる。
- Mac OS X Lion 10.7.3以降でも利用可能。2012年2月16日にベータ版が配布された。

リマインダー
iOS 5で追加されたTo Doアプリケーション。
- iOSデバイスと同期・共有することができる。

メモ
iOSで以前から存在したメモアプリケーション。
- URLが貼り付けられるほか、ピクチャーを貼り付けることも可能。

Game Center
iOS 4.1で追加されたソーシャルゲームアプリケーション。

### 新機能
新機能もiOS 5に由来するものが中心である。
通知センター
- メールやカレンダーやメッセージなど、新着情報が届いた場合、通知される。
- 通知された情報をあとで見ることも可能。

共有シート
- Apple製、サードパーティー製などのアプリケーションでダイレクトにリンクや写真、ビデオを共有することができる。

SNSとの連携
iOS 5同様、Twitterとの連携機能が搭載される。
- Safari、Photo Boothなどのアプリやサードパーティー製のアプリケーションから直接ツイートすることができる。

OS X Mountain Lion 10.8.2でFacebookとの連携機能に対応。
- リンクや写真のFacebookでの共有や、連絡先情報やプロフィール写真のMacの連絡先への追加、Facebookに関する通知センターでの通知、Game Center で Facebook の友達との対戦などの機能が追加された。

iCloudサポートの強化、セットアップの簡潔化
OS X Mountain Lionでは、iCloudのサポートの強化と、セットアップの簡潔化が行われている。
- iOS 5のようなセットアップ方法に変更され、より簡潔に設定が行うことが可能
- iCloud対応のサードパーティー製アプリケーションの開発も可能
- iWorkのiCloud対応（従来この機能はiOS専用であった）

AirPlay ミラーリング
iPhone 4SとiPad 2のみで利用可能であった機能。
- Apple TVを使ってテレビなどにワイヤレスでOS X Mountain Lionの画面を映し出すことができる。

Safari 6.0搭載
FusionDrive、USB3.0の正式サポート
- 非公式だがターミナルを起動して2台のドライブを用いてのFusionDriveの作成が可能。

### セキュリティー

#### Gatekeeper
新しいセキュリティー機能。
- アプリのダウンロード元を選択しインストールを許可するか設定できる。

### 廃止された機能
- 32ビットカーネルでの起動[4]。
- SafariにおけるRSSリーダー
- Safariにおけるフォント変更

### サーバ版
Mountain Lionと同時にMountain Lion Serverが開発者に配布され、リリースされることも明らかになった。

## 沿革
2012年
- 2月16日 - Appleのサイトで発表。いくつかの新機能の紹介と、デベロッパーへ「デベロッパープレビュー版」が配布された。
- 3月18日 - 開発者へ「OS X Mountain Lion Developer Preview 2 (12A154q)」が配布された。
- 7月25日 - Mac App Storeからダウンロード販売にて提供開始。

## その他
このシステムは2021年6月23日に無料配信が開始された。